# The End (블랙 사바스의 음반)
《The End》는 영국의 록 밴드 블랙 사바스에 의한 EP이며, 밴드로서의 마지막 발매 음반이다. 2016년 1월 20일에 발매되었다. 한정판 CD는 투어 날짜에 최종 투어인 The End Tour에서만 구입할 수 있었다. 음반의 전반부는 《13》 세션에서 남은 트랙이며, 후반부는 2013~2014년 투어에서 녹음된 라이브 트랙이다.

## 배경
이 밴드는 말리부에 있는 샹그리 라 스튜디오에서 프로듀서 릭 루빈과 함께 그들의 열아홉 번째 음반인 《13》의 곡들을 녹음했다. 블랙 사바스가 《13》까지 후속작 계획을 세우고 있는 동안 이 음반은 결국 폐기되었다. 기타리스트 토니 아이오미는 버려진 LP를 위해 "전부적인 리프"라고 썼지만, "기저는 특별히 또 다른 음반을 내고 싶어하지 않았다"고 아이오미는 베이시스트에 대해 말했다. 리드 싱어인 오지 오스본도 "투어를 하기 전에 음반을 낸다면 음반을 완성하는 데 3, 4년이 걸릴 것"이라며 다른 음반을 녹음하고 싶지 않은 목소리를 냈다.

## 곡 목록
| #  | 제목                                                         | 재생 시간 |
| -- | ------------------------------------------------------------ | --------- |
| 1. | 〈Season of the Dead〉                                       | 7:22      |
| 2. | 〈Cry All Night〉                                            | 6:58      |
| 3. | 〈Take Me Home〉                                             | 4:57      |
| 4. | 〈Isolated Man〉                                             | 5:31      |
| 5. | 〈God Is Dead? (Live in Sydney, Australia)〉                 | 9:49      |
| 6. | 〈Under the Sun (Live in Auckland, New Zealand)〉            | 4:36      |
| 7. | 〈End of the Beginning (Live in Hamilton, Ontario, Canada)〉 | 8:09      |
| 8. | 〈Age of Reason (Live in Hamilton, Ontario, Canada)〉        | 7:46      |